# Gornje Grančarevo
Gornje Grančarevo (en serbe cyrillique : Горње Гранчарево) est un village de Bosnie-Herzégovine. Il est situé sur le territoire de la ville de Trebinje et dans la république serbe de Bosnie. Selon les premiers résultats du recensement bosnien de 2013, il compte 37 habitants.

## Géographie
Le village est situé à la frontière entre la Bosnie-Herzégovine et le Monténégro, au bord de la Trebišnjica, un cours d'eau qui débouche pour une part dans la mer Adriatique et se jette pour une autre part dans la Neretva. Son territoire s'étend sur les rives occidentales, méridionales et orientales du lac de Bileća, un lac de retenue formé par la construction d'un barrage sur ce cours d'eau.
Il est entouré par les localités suivantes :
|                  | Dubočani          |        |
| Donje Grančarevo | Gornje Grančarevo | Jazina |
|                  | Jazina            |        |

## Démographie

### Évolution historique de la population dans la localité
| 1948 | 1953 | 1961 | 1971 | 1981 | 1991 | 2013 |
| ---- | ---- | ---- | ---- | ---- | ---- | ---- |
| -    | -    | 301  | 266  | 184  | 112  | 37   |

|  |